# 대극
대극(大戟, 문화어: 버들옻)은 말피기목 대극과에 속하는 여러해살이풀이다. 높이는 30~80cm이다. 아시아 온대 지역인 중국, 한국, 일본에 분포한다.

## 생태
주로 산이나 들에서 자란다. 줄기의 높이는 80cm 가량이며 전체적으로 잔털이 나 있다. 잎은 피침 모양으로 어긋나며, 잎자루를 가지고 있지 않다. 꽃은 단성화로 녹황색인데, 6-8월경이 되면 잎겨드랑이나 가지 끝에 산형꽃차례를 이루면서 달린다. 이 때, 각각의 꽃은 꽃덮이가 없이 꽃받침 모양의 총포에 싸여 있다. 열매는 삭과로 산마귀 모양의 돌기가 있다.

## 쓰임새
생약으로 뿌리를 준하제나 이뇨제로 쓴다. 독성이 있어서 임산부나 허약 체질에는 쓰지 않는다.

## 변종과 품종
- 목포대극(Euphorbia pekinensis var. subulatifolius (Hurus.) T.B.Lee)
- Euphorbia pekinensis var. lasiocaula (Boiss.) Oudejans
- Euphorbia pekinensis var. pseudolucorum (Hurus.) Oudejans
- Euphorbia pekinensis var. sinanensis (Hurus.) Oudejans
- Euphorbia pekinensis var. watanabei (Makino) Oudejans
- Euphorbia pekinensis f. denudata (Hurus.) Oudejans
- Euphorbia pekinensis subsp. fauriei (H.Lév. & Vaniot) T.Kurosawa & H.Ohashi
- Euphorbia pekinensis subsp. asoensis T.Kurosawa & H.Ohashi

## 사진

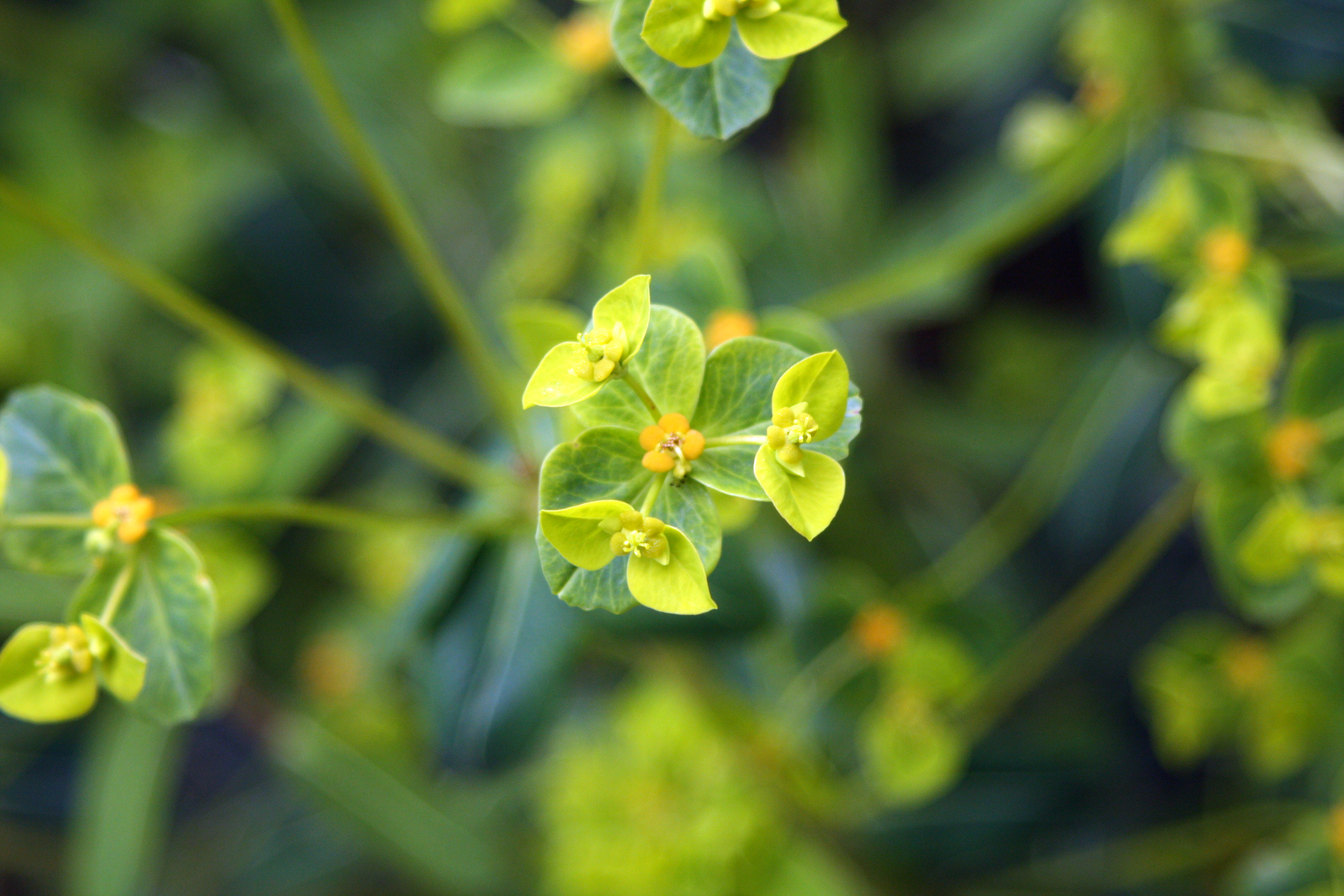
꽃
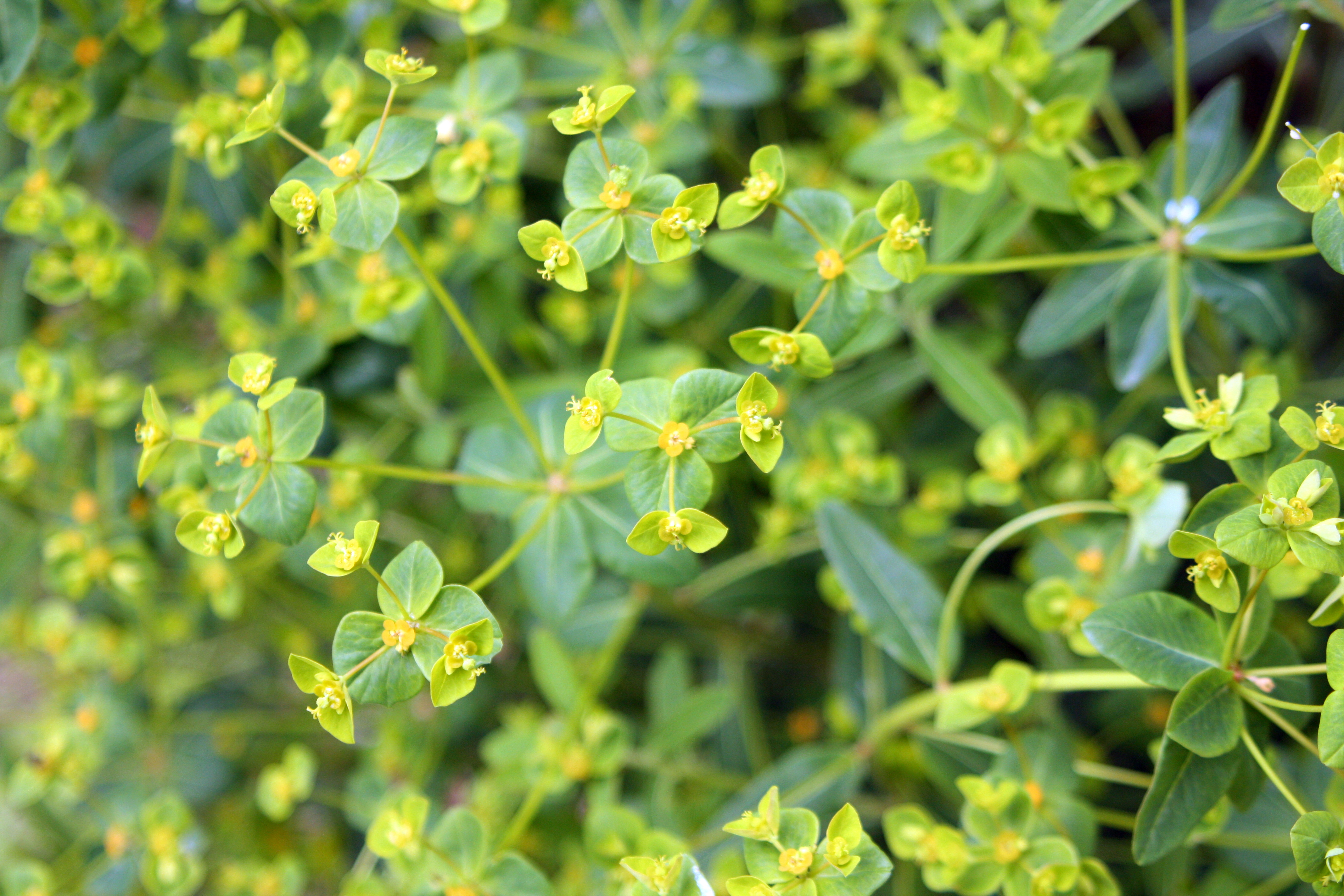
꽃차례

## 같이 보기
- 한약